# Reto Indergand
Reto Indergand (Altdorf, 15 december 1991) is een Zwitserse mountainbiker.
Reto Indergand is een van de grootste talenten in het Zwitserse mountainbiken. Hij werd benoemd tot de belofte van 2011 en samen met huidige teamgenoot Stephen Ettinger zette hij in 2012 op amper 20-jarige leeftijd de stap naar de profs.

## Belangrijkste overwinningen
2014
- Silenen